# Sdílené médium
Sdílené médium (anglicky shared medium) v telekomunikacích a počítačových sítích je přenosové médium nebo komunikační kanál pro přenos dat, který může současně používat více než jeden uživatel.
Protože většina komunikačních kanálů funguje správně pouze v případě, že vysílá jenom jeden uživatel, je potřeba používat metodu přístupu ke kanálu.
Při přepojování okruhů je obvykle každému uživateli přidělena určitá pevná část přenosové kapacity. Přenosová kapacita kanálu je rozdělena pomocí určité metody multiplexování nebo pomocí kombinace několika metod jako je frekvenční multiplex, časový multiplex. Konkrétní kanálové přístupové metody pro přepojování okruhů jsou vícenásobný přístup s časovým dělením (anglicky Time Division Multiple Access, TDMA), vícenásobný přístup s frekvenčním dělením (anglicky Frequency Division Multiple Access, FDMA).
Při přepojování paketů je sdílení přenosové kapacity dynamické – pokud uživatel nekomunikuje, využívá velmi malou nebo žádnou část přenosové kapacity, pokud naopak vysílá v době, kdy ostatní uživatelé nekomunikují, může mu být přidělena plná kapacita kanálu. Mezi metody přístupu ke kanálu používané pro přepojování paketů patří CSMA, předávání vysílacího práva (peška, tokenu) v sítích Token ring, FDDI a Token Bus.